# Pesellino
Pessellino, właściwe Francesco di Stefano znany też jako Francesco Pesellino lub Francesco Peselli (ur. 1422 we Florencji, zm. 29 czerwca 1457) – włoski malarz wczesnego renesansu, quattrocento.

## Biografia

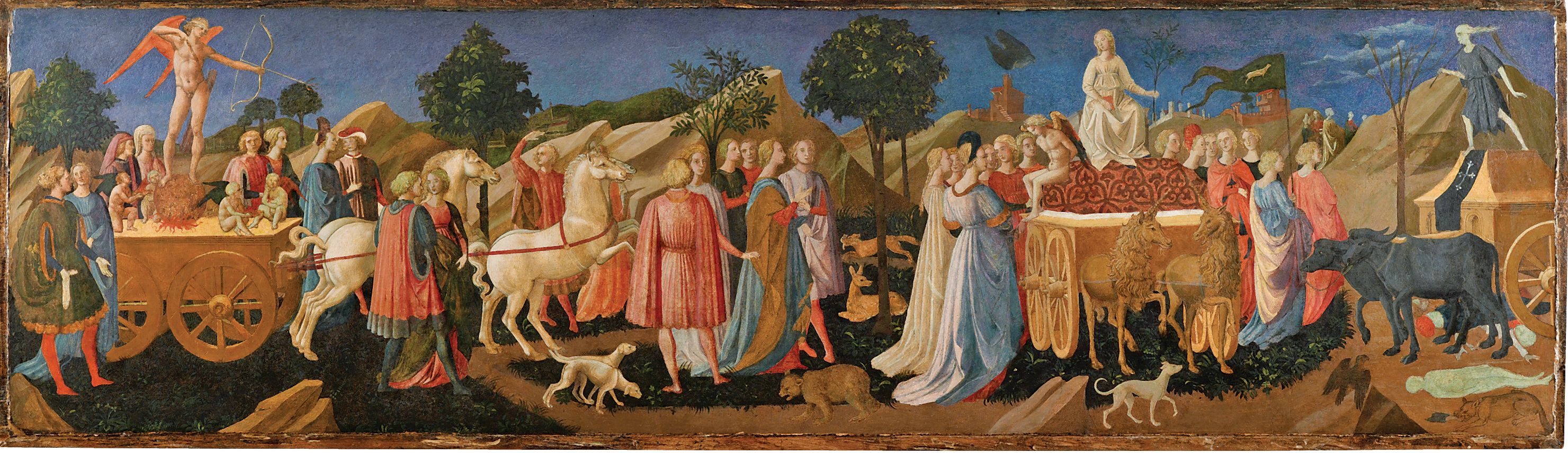
Francesco Pesellino Triumfy Miłości, Czystości i Śmierci Gardner Museum, Boston

Ojcem Pesellino był malarz Stefano di Francesco (zm. 1427), a dziadkiem, ze strony matki, również malarzem Giuliano d'Arrigo, znany jako Pesello (1367-1446), po którym przybrał pseudonim "Pesellino". Po śmierci ojca w 1427 młody Francesco zamieszkał ze swoim dziadkiem, w którego pracowni malował do jego śmierci. Ok. 1446 został uczniem Filippo Lippi (ok.1406-1469), który z pewnością miał wpływ na jego styl. Ożenił się w 1442 roku, a ok. 1447 prawdopodobnie dołączył do gildii malarzy we Florencji.
W następnych latach wyrobił sobie reputację niewielkimi, pieczołowicie wykończonymi pracami o tematyce religijnej, ale też świeckimi, często będącymi ozdobą mebli, czy boazerii. Pesellino dekorował cassone, niskie skrzynie małżeńskie, popularne we Florencji w renesansie.
Często stosował naturalistyczne krajobrazy, wprowadzane do kompozycji przez jego mistrza Filippo Lippi, czy Domenico Veneziano i Fra Angelico. Jednak w przeciwieństwie do niego, nie wykorzystywali tła krajobrazowego w małych obrazach. Oryginalność Pesellino ukazuje się właśnie najwyraźniej w kompaktowych, niemal miniaturowych kompozycjach, gdzie łączy typowe dla Lippiego figury postaci z silnie zlokalizowaną topografią, na co mogły mieć wpływ panoramiczne tła Antonio Pollaiuolo.
Ok. 1446 Pesellino nawiązał współpracę z Zanobi Strozzi. Mogło to mieć związek z tym, że Strozzi przeprowadzał się w tym czasie z Fiesole do Florencji i Pesellino mógł udostępniać mu pracownię odziedziczoną po dziadku. Faktem pozostaje, że pracowali wspólnie przy co najmniej trzech zleceniach, które na podstawie stylu można datować między 1446 a 1448. Jednym z nich był obraz The Assumption of Virgin oraz dwie predelle: The Penitence of Saint Jerome i The Dormition of the Virgin.
W 1453 nawiązał współpracę z Piero di Lorenzo di Pratese di Bartolo Zuccheri i Zanobi di Migliore, z którymi prowadził pracownię przy Corso degli Adimari (obecnie Via dei Calzaiuoli), we Florencji. Trzej malarze dzielili się dochodem z pracy, która powstała w ich wspólnej pracowni, bez względu kto ją namalował.
We wrześniu 1455 otrzymał zaliczkę za zamówienie wykonania ołtarza z motywem Trójcy Świętej w Pistoi wraz z predellą. Praca nie została  ukończona z powodu śmierci malarza w 1457. Ołtarz ten jest jedynym dobrze udokumentowanym dziełem Pessellino. Domenico Veneziano i Filippo Lippi zostali zatrudnieni do oceny stanu wykonanych prac, a rok później Lippi otrzymał zlecenie ukończenia ołtarza. W tym dziele styl Pesellino pokazuje już dojrzałe postacie, oparte na osobistej interpretacji dzieł Lippiego i Fra Angelico.
Pesellino zmarł we Florencji, w wieku 35 lat, kończąc nagle obiecują karierę. Jego styl miał wpływ na późniejszych malarzy florenckich, takich jak: Andrea del Verrocchio i Antonio Pollaiuolo.

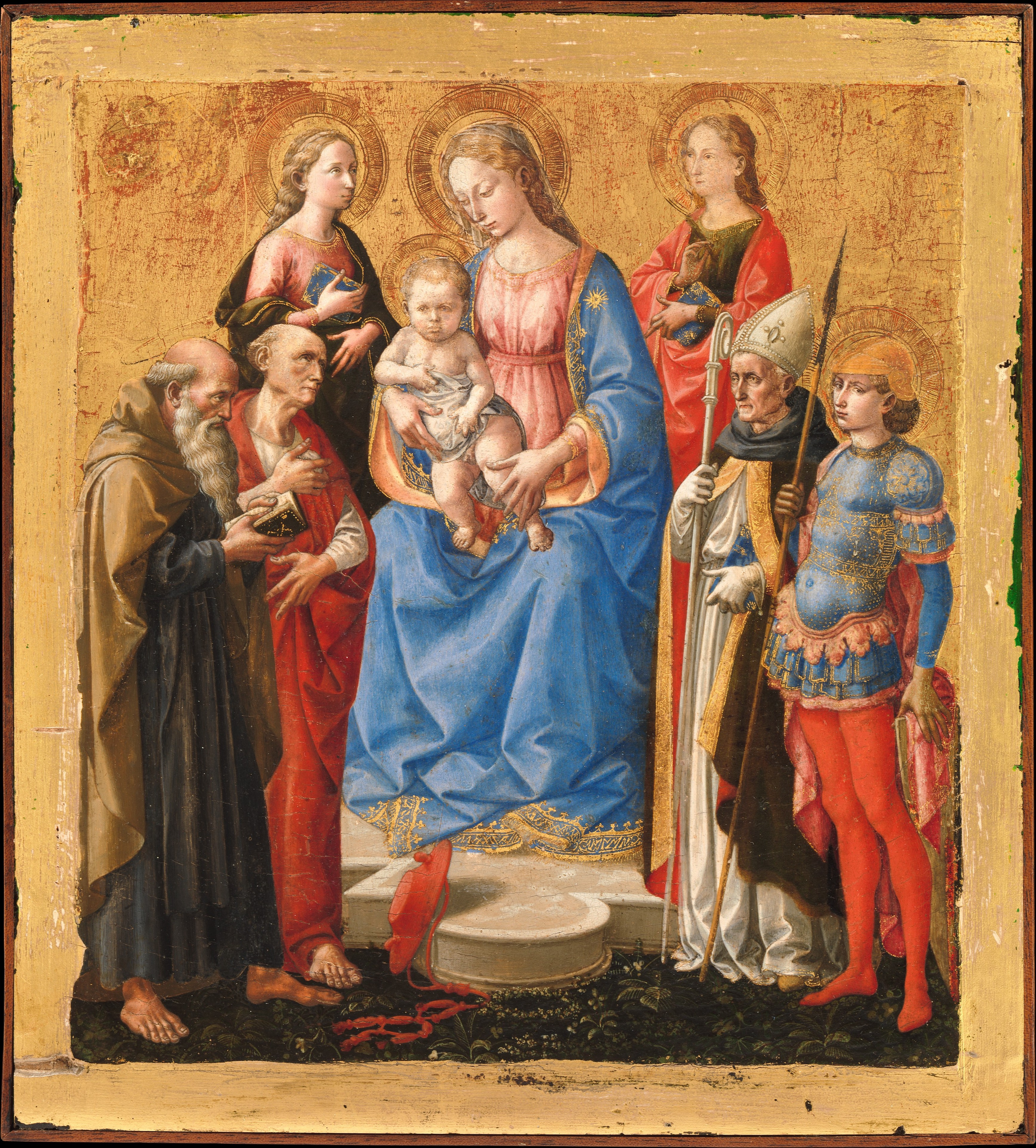
Pesellino, Madonna z Dzieciątkiem i sześcioma Świętymi

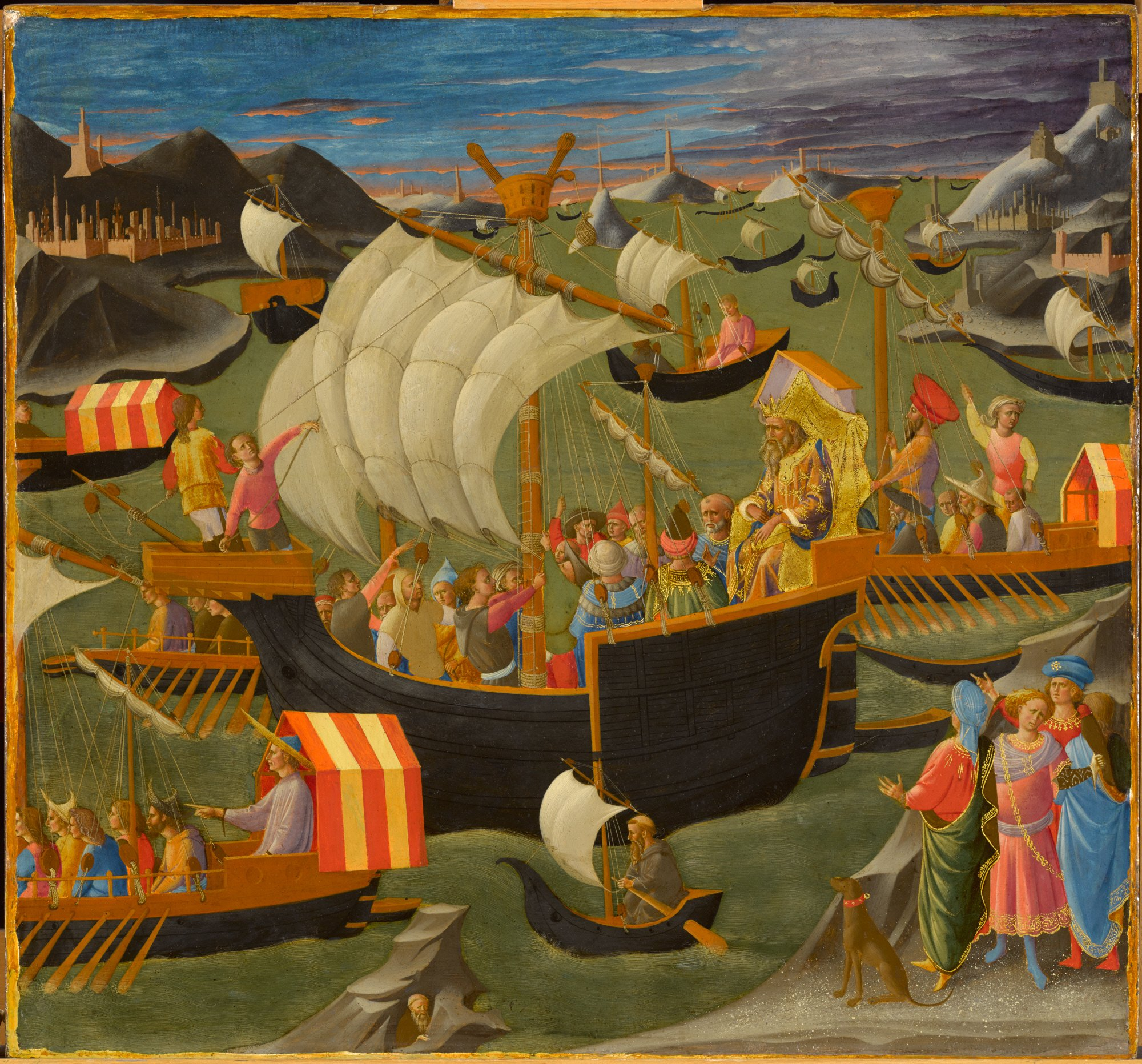
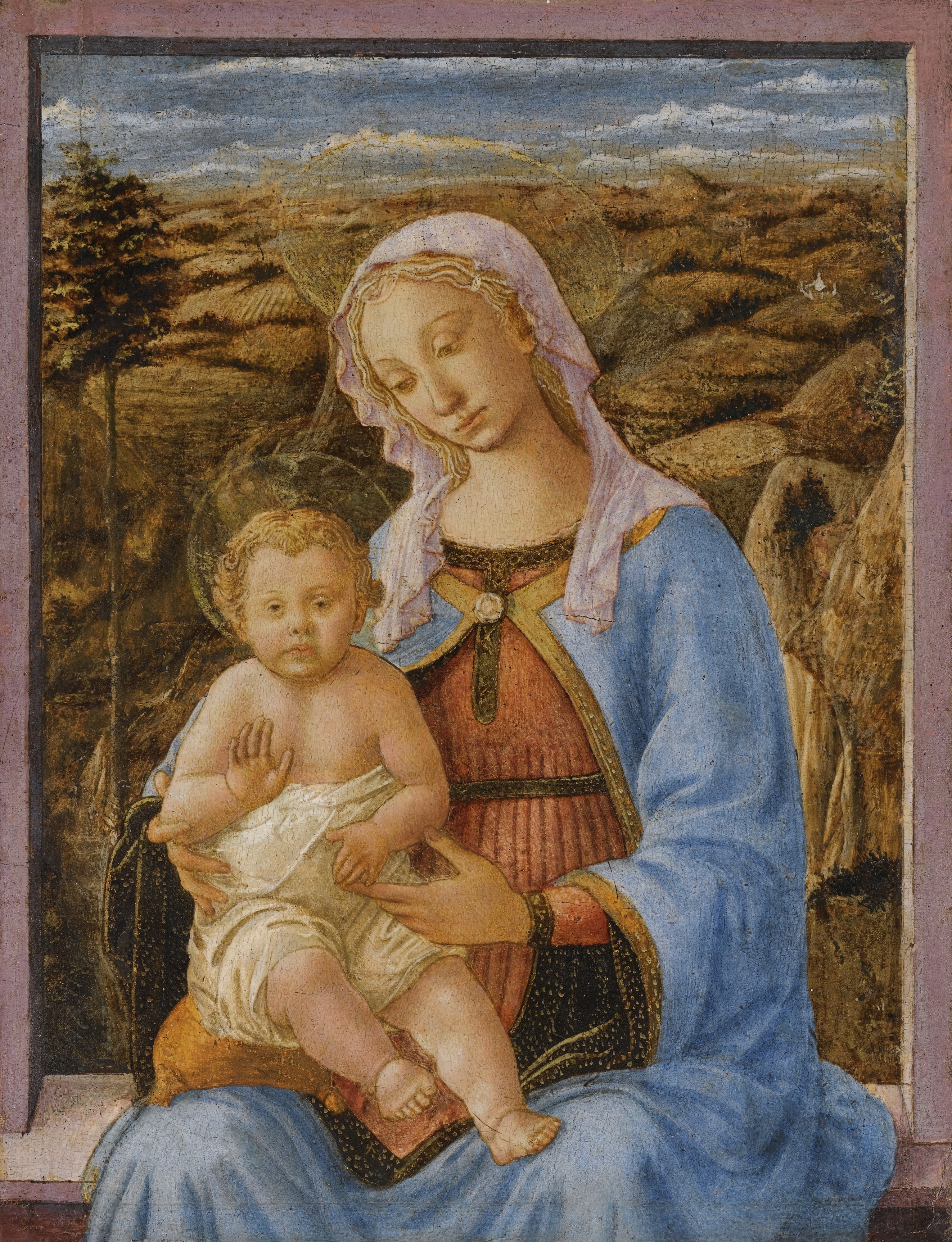
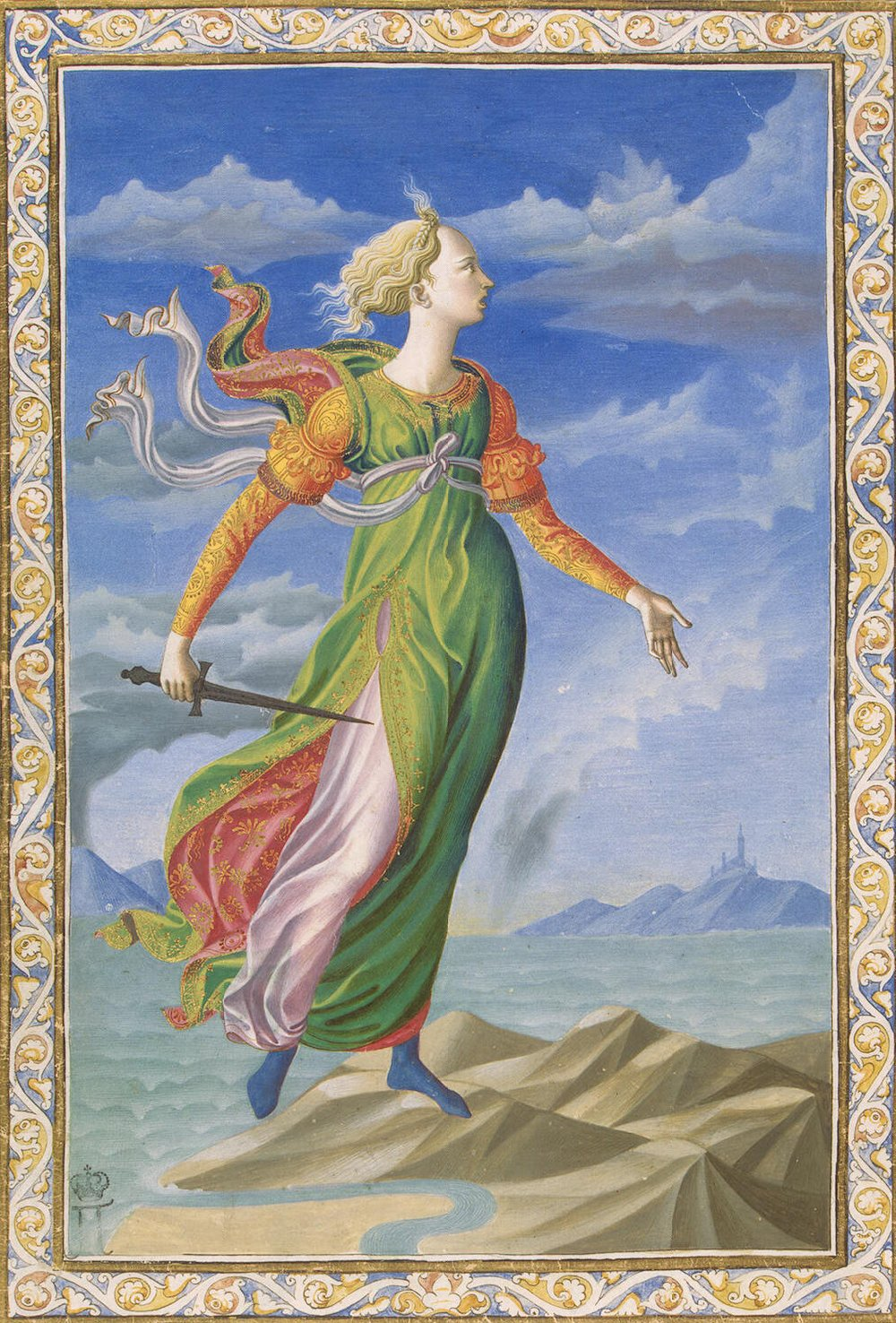
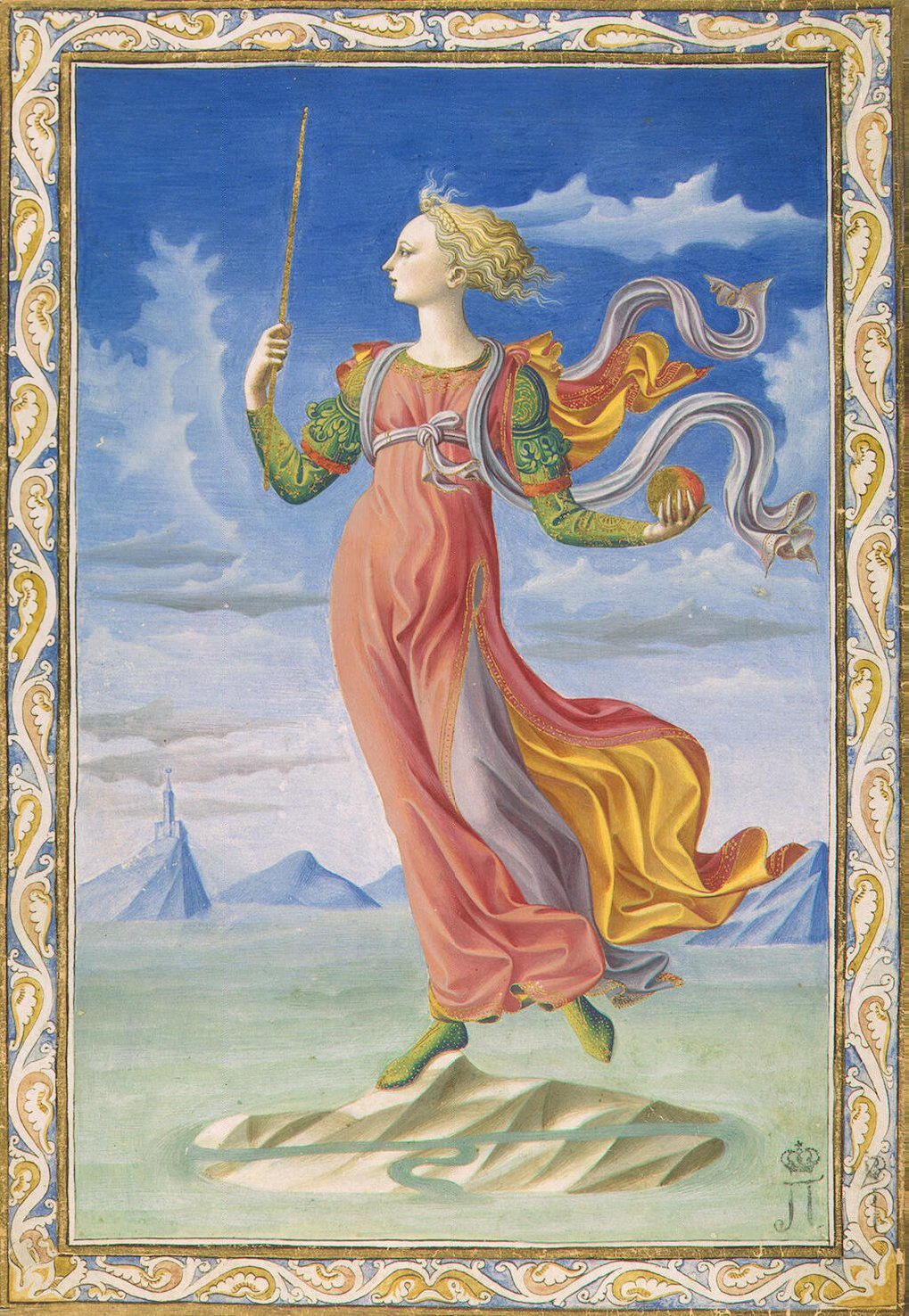
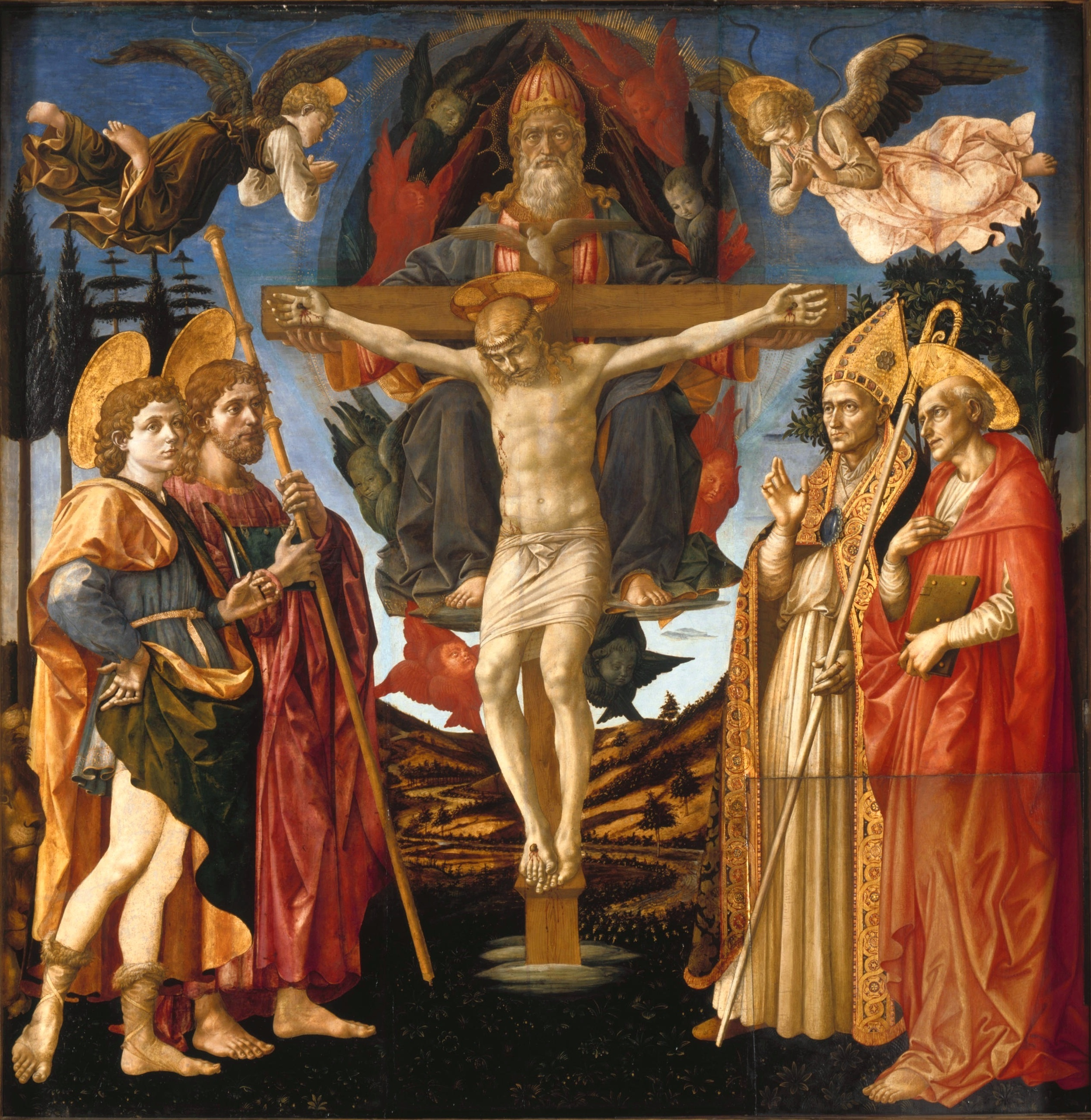

## Dzieła artysty
- Triumfy Miłości, Czystości i Śmierci, ok. 1450[7]
- Król Melchior żeglujący do Ziemi Świętej, ok. 1440-45[8]
- Madonna z Dzieciątkiem, ok. 1450[9]
- Alegoria Kartaginy, ok. 1448[10]
- Alegoria Rzymu, ok. 1448[11]
- Epizod z historii Griseldy, 1445-1450[12]
- Zwiastowanie, 1451-1453[13]
- Madonna i Dzieckiem z sześcioma Świętymi, ok. 1450[14]
- Triumfy Sławy, Czasu i Wieczności, ok. 1450[15]
- Zwiastowanie, 1445-1450[16]
- Dziewica i Dziecko, 1453-1457[17]
- Zwiastowanie, 1445–1450[18]
- Ukrzyżowanie ze Świętym Hieronimem i Świętym Franciszkiem, 1445-1450[19]
- Madonna z Dzieciątkiem, ok. 1450[20]
- Historia Dawida i Goliata, 1445-55[21]
- Horatius Cocles broniący Mostu Sycylijskiego, ok. 1450[22]
- Siedem Cnót, 1422-1457[23]
- Św. Mikołaj i zamordowani uczniowie, przed 1458[24]

### Współtwórca z Zenobim Strozzi
- Wniebowzięcie NMP, ok. 1446-1448[3]
- Pokuta Św. Hieronima, ok. 1446-1448[3]
- Zaśnięcie Matki Boskiej, ok. 1446-1448[3]

### Ołtarz Trójcy Świętej w  Pistoi
- Ołtarz Trójcy Świętej, 1455-1460[25]
- Ołtarz Trójcy Świętej w Pistoi, praca Pesellino i Fra Filippo Lippi, 1455-60[26]